# Beverley Martyn
Beverley Martyn (* 1947 bei Coventry als Beverley Kutner) ist eine englische Folk-Sängerin, Songwriterin und Gitarristin.

## Karriere
Ihre erste Single veröffentlichte sie 1965 mit der Jug-Band „The Levee Breakers“. Es folgten einige Solo-Singles unter ihrem Vornamen. Sie lernte Paul Simon kennen, mit dem sie nach New York ging. Sie ist zu hören im Simon & Garfunkel-Song Faking It auf deren Album Bookends von 1968, wo sie sagt: „Good morning, Mr Leitch, have you had a busy day“. Am 16. Juni 1967 trat sie beim Monterey Pop Festival auf, ebenso wie Simon & Garfunkel.
1969 traf sie John Martyn, den sie später heiratete. Als Duo veröffentlichten sie 1970 zwei Alben, Stormbringer! und The Road to Ruin. Danach nahm John Martyn seine Solokarriere wieder auf. Die Ehe der beiden wurde 1980 geschieden. Beverley Martyn zog sich aus dem Musikgeschäft zurück.
In den 1990ern hatte sie ein Comeback. Sie ging mit Loudon Wainwright III auf Tour. 1998 erschien ihr Album No Frills. 2004 wurde ihr Song Primrose Hill von Fat Boy Slim für seinen Titel North West Three auf dem Album Palookaville gesampelt.
Im Laufe ihrer musikalischen Karriere hat Beverley Martyn mit zahlreichen Künstlern zusammengearbeitet, darunter Levon Helm, Jimmy Page, Dave Pegg, Richard Thompson, John Renbourn, Ralph McTell, Davy Graham und Sandy Denny. Sie ist zu sehen auf dem Cover des Albums It Don’t Bother Me (1965) von Bert Jansch, der ihr in den 1960ern das Gitarrenspielen beigebracht hatte. Sie war befreundet mit Nick Drake, der zeitweise als Babysitter half. Mit ihm schrieb sie den Song Reckless Jane, der 2014 auf ihrem Album The Phoenix and the Turtle veröffentlicht wurde. 2018 erschien bei Fly Records das Album Where The Good Times Are („The lost 1967 album“) mit teilweise bisher unveröffentlichten Aufnahmen von 1967.

## Diskografie

### Singles
- 1966: Babe, I’m Leaving You / Wild About My Lovin’ – mit den Levee Breakers
- 1966: Happy New Year / Where The Good Times Are – als „Beverley“
- 1966: Picking Up The Sunshine / Gin House – als „Beverley“ (unveröffentlicht)
- 1967: Museum / A Quick One For Sanity – als „Beverley“

### Alben
- 1970: Stormbringer! – mit John Martyn
- 1970: The Road to Ruin – mit John Martyn
- 1998: No Frills
- 2014: The Phoenix and the Turtle
- 2018: Where The Good Times Are – („The lost 1967 album“)